# Daag (film 1952)
Daag è un film indiano del 1952 diretto e prodotto da Amiya Chakravarty.

## Premi
- Filmfare Awards
  - 1954: "Miglior attore" (Dilip Kumar)